# فريدريك غودهو
فريدريك غودهو هو لاعب اتحاد الرغبي كندي، ولد في 26 أبريل 1867 في لندن في كندا، وتوفي في 30 ديسمبر 1940 في ديفون في المملكة المتحدة.